# Вилка (столовый прибор)

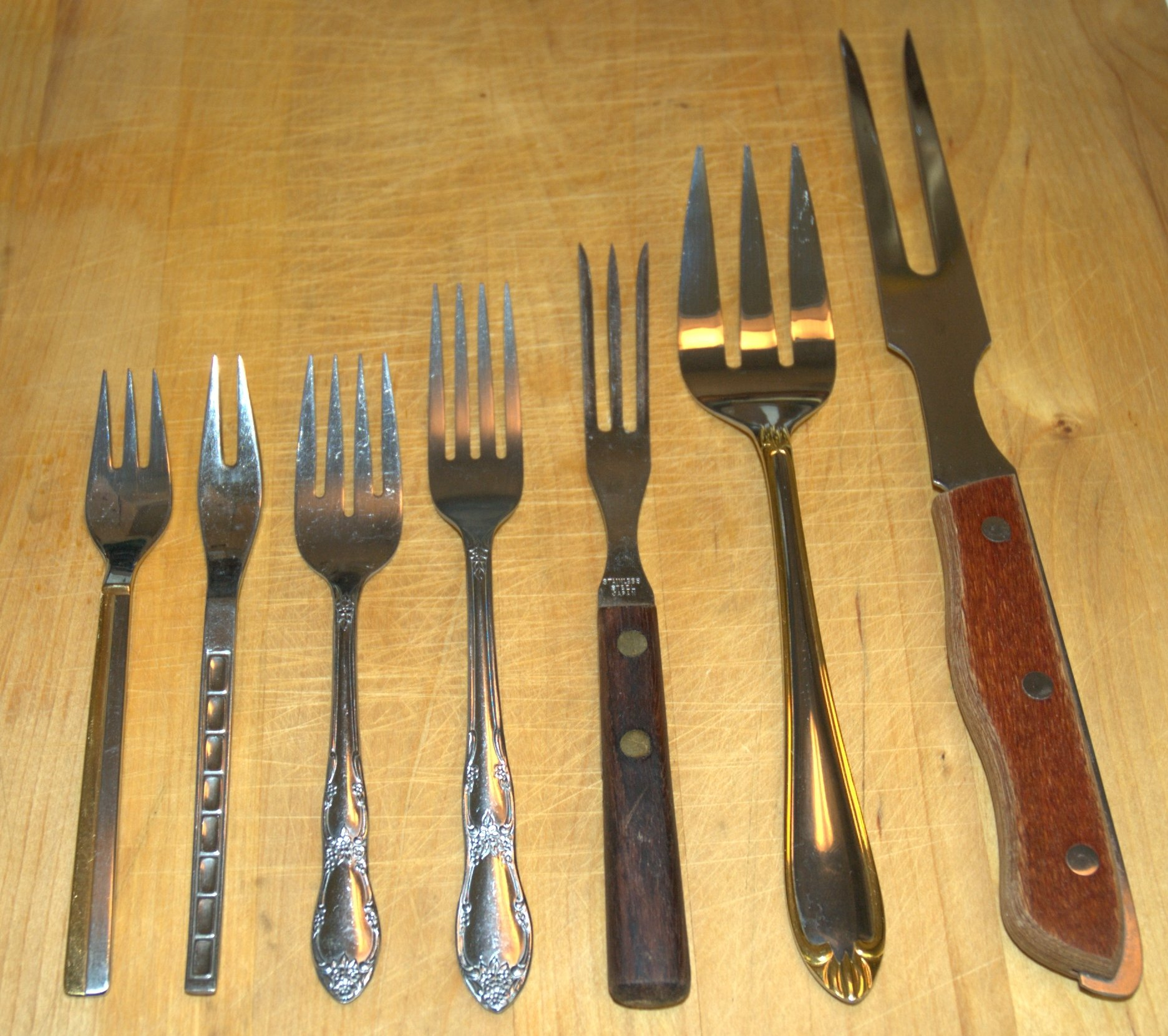
Вилки. Слева направо: десертная вилка, вилка для закусок, вилка для рыбы, обеденная вилка, вилка для холодных закусок, сервировочная вилка, разделочная (транжирная) вилка

Ви́лка (от вила, что от праслав. vidla «развилка», производное от *viti «вить, навивать сено на стог») — предмет из столового прибора, состоящий из рукояти и нескольких узких зубцов (обычно от двух до четырёх) на другом конце. При сервировке стола вилку обычно кладут слева вогнутой стороной кверху. По правилам этикета, при приёме пищи вилку обычно держат левой рукой, а нож — правой, поскольку правшам, коих большинство, ножом легче пользоваться в правой руке. После окончания использования вилку, как и другие столовые приборы, следует класть в тарелку.

## История
Медные вилки (вилицы) известны со времен Моисея и фараонов (Исх. 27:3). Костяные вилки были обнаружены археологами в захоронениях древнекитайской культуры Цицзя бронзового века (2400—1900 до н. э.). Вилки были найдены также в захоронениях эпохи династии Шан (1600—1050 до н. э.) и последующих династий.
В Древнем Египте большие вилки использовались в качестве кухонной утвари.
В Римской империи использовались бронзовые и серебряные вилки, о чём свидетельствуют многочисленные экспонаты в музеях по всей Европе. Использование варьировалось в зависимости от местных обычаев, социального класса и характера пищи, но в основном вилки использовались при приготовлении и раздаче пищи. Как персональный столовый прибор вилка, по всей видимости, стала использоваться в Византии. Первоначально у вилки было только два зубца. Зубцы были прямыми, поэтому её можно было использовать только для нанизывания, а не зачерпывания пищи.
Согласно историческим свидетельствам, к IX веку в некоторых элитных кругах Персии подобная посуда, известная как баржин, использовалась ограниченно. К X веку, столовая вилка была широко распространена на всём Ближнем Востоке.
В XI веке вилка была завезена в Италию. Святой Пётр Дамиани описывает использование золотой вилки с двумя зубцами при византийском дворе в XI веке. В Европе вилкой стали широко пользоваться к XIV веку, а в XVII веке вилка стала необходимым атрибутом на трапезах знати и купцов. До широкого распространения вилки большинство жителей Запада использовали для приёма пищи только ложку и нож, часто крупные куски твёрдой пищи брали руками. Богатые люди могли перед едой надевать перчатки, а после трапезы испорченные перчатки выбрасывались. Мода на широкие воротники-рафы способствовала распространению (сначала в Италии) вилки, использование которой за столом позволяло уберечь воротники от пятен соусов, паштетов, жира и пр. Распространение вилки за пределами Италии шло тяжело, поскольку прибор считался творением дьявола. Аристократы иногда предпочитали держать по ножу в каждой руке — один для разделки, другой для переноса еды из посуды в рот.
В Северной Европе вилка появилась значительно позже. Впервые на английском языке она была описана Томасом Кориэтом в книге о его итальянских путешествиях в 1611 году, однако широкое применение в Англии вилка получила только в XVIII веке. Некоторые источники говорят, что вилки были распространены во Франции, Англии и Швеции уже к началу XVII века. Интересно, что католическая церковь не приветствовала её использование, а Св. Пётр Дамиани называл вилку «излишней роскошью».
Традиционно считалось, что в России вилка появилась в 1606 году, и привезла её Марина Мнишек. На свадебном пиру в Кремле Марина с вилкой шокировала русское боярство и духовенство. Однако при раскопках в Великом Новгороде археологами была найдена вилка, которую датировали серединой XIV века. У всех славян известен запрет использовать вилки (и ножи) в поминальные дни и на Рождество. Слово «вилка» окончательно вошло в русский язык лишь в XVIII веке, а до этого её называли «рогатиной» и «вильцами».
Вилки с изогнутыми зубцами впервые появились в Германии в XVIII веке. Примерно в это же время в основном стали пользоваться вилками с четырьмя зубцами. Вилка стала популярной в Северной Америке после Американской революции.
Независимо от Европы, вилки были также изобретены на островах Фиджи, где стали ещё и символом власти. От европейских вилок отличаются характерной формой и круговым (а не плоским) расположением зубцов.

## Специальные вилки
| Изобраение | Название                                            | Описание (особенности) |
| ---------- | --------------------------------------------------- | --- |
|            | Лимонная вилочка                                    | Функция: для перекладывания лимонов. |
|            | Вилка двухрожковая, для сельди                      | Функция: для подачи сельди. Конструкция: Узкое основание с двумя острыми зубцами, которые слегка расходятся в стороны на концах. Ручка короче, чем у обеденных вилок. |
|            | Вилка для фондю                                     | Функция: макание продукта в горячую смесь в процессе приготовления. Конструкция: двухрожковая с длинной «шейкой» и деревянной (как правило) ручкой.                   |
|            | Прибор для крабов, раков, креветок англ. Crab fork  | Конструкция: длинная вилка с двумя зубцами. |
|            | Игла для омаров (лобстеров) англ. Lobster pick      | |
|            | Десертная вилка англ. Pastry fork                   | |
|            | Вилка для устриц, мидий и холодных рыбных коктейлей | Функция: отделение мякоти устриц и мидий от раковин. Конструкция: один из трёх зубцов (левый — обычно; правый — для левшей) больше других.                            |
|            | Вилка кокотная (от фр. cocotte — курочка)           | Функция: для горячих закусок из рыбы. Конструкция: имеет три зубца, более коротких и широких, чем у десертной.                                                        |
|            | Вилка для шпрот                                     | Конструкция: с широким основанием в виде лопатки и пятью зубцами, соединёнными на концах перемычкой.                                                                  |
|            | Спорк, ложка-вилка                                  | |